# Mar de Sofanena
Mar (em armênio: Մար) foi um nobre armênio (nacarar) do século IV, ativo sob o rei Cosroes III (r. 330–339), que supostamente descendia da dinastia orôntida.

## Nome
Segundo Hračʻya Ačaṙyan, Mar (Մար) é um antropônimo armênio derivado do siríaco mār(y)ā, "senhor". Nina Garsoïan sugeriu que possa significar "medo".

## Vida
Mar pertencia à linhagem principesca de Sofanena, um dos cantões (gavares) da província de Sofena, no Reino da Armênia, que Cyril Toumanoff propôs ter se originado na extinta dinastia orôntida. De acordo com Moisés de Corene, quando Bacúrio rebelou-se, o rei Cosroes III (r. 330–339) enviou Mar e Dátis Caminacano para Constantinopla com uma carta para pedir tropas do imperador Constantino I (r. 306–337), que respondeu enviando muitas tropas sob liderança de Antíoco. O general romano ajudou a lidar com a invasão de Sanatruces, que ocorria à época, o que permitiu aos generais armênios lidarem com a ameaça de Bacúrio. Fausto, o Bizantino forneceu um relato muito diferente, que não menciona qualquer intervenção romana. Segundo ele, Cosroes III enviou um grande número de tropas contra o rebelde lideradas pelos nobres João de Corduena, Mar de Sofanena, Narses de Sofena Menor, Valinaces I Siuni, Dátis Caminacano e Manaque de Bassiana. Eles marcharam contra as tropas iranianas, as chacinaram e depois mataram Bacúrio e seus irmãos e filhos. Nina Garsoïan sugeriu que Mar foi sucedido como senhor de Sofanena por Zariadres.